# Cantó de Cachan
El cantó de Cachan és una divisió administrativa francesa del departament de Val-de-Marne, situat al districte de L'Haÿ-les-Roses. Des del 2015 té 2 municipis.

## Municipis
- Arcueil
- Cachan

## Història
| Data d'elecció | Identitat                | Partit                      | Qualitat |
| -------------- | ------------------------ | --------------------------- | -------- |
| 1967-1989      | Jacques Carat            | SFIO, després PS            |          |
| 1989-1998      | Patrice Hernu            | PS, després GE, després UDF |          |
| 1998-2002      | Jean-Yves Le Bouillonnec | PS                          |          |
| 2002-2015      | Alain Blavat             | PS                          |          |
|                |                          |                             |          |

## Consellers departamentals
| Data d'elecció | Identitat           | Partit | Qualitat |
| -------------- | ------------------- | ------ | -------- |
| 2015 - 2016    | Hervé Breuiller     | EELV   |          |
| 2016 -         | Christian Métairie  | EELV   |          |
| 2015 -         | Hélène de Comarmond | PS     |          |

## Demografia
| 1962                                            | 1968   | 1975   | 1982   | 1990   | 1999   | 2010   | 2013   |
| 23.282                                          | 26.187 | 26.442 | 23.930 | 24.266 | 24.838 | 28.248 | 49.208 |
| ----------------------------------------------- | ------ | ------ | ------ | ------ | ------ | ------ | ------ |
| A partir de 1990: Població sense dobles comptes |        |        |        |        |        |        |        |